# يزيد بن سلمة الجعفي
يَزيدُ بن سَلَمة بن يزِيد بن مَشْجَعة بن مُجمع بن مالك بن كعب بن سعد بن عوف بن حَريم بن جُعْفيّ الجُعْفيّ، يُنسَب إِلى أُمه مُلَيكة بنت الحلو بن مالك من بني حريم بن جعفي فيقال: ابن مُلَيكة، ويقال سلمة بن يزيد، وقال بعض المتأخرين مثل ابن منده أنهما مختلفان، صحابي وفد إلى النبي مع أخيه لأمه قيس بن سلمة بن شراحيل، فأسلما؛ استعمل النبيّ قيسًا على بني مَرْوان، وكتب له كتابًا، ونزل الكوفة.

## روايته للحديث
لسلمة بن يزيد الجُعفي حديث في صحيح مسلم، فعن وائل بن حجر الحضرمي والد علقمة قال:
| يزيد بن سلمة الجعفي | سأل سلمةُ بن يزيدٍ الجُعَفِيّ رسولَ اللهِ صلى الله عليه وسلم، فقال: يا نبيّ اللهِ أرأيتَ إن قامتْ علينا أُمراءُ يسألونَا حقهُم، ويمنعونَا حقنا؟ قال: اسمعوا وأطيعوا فإنّما عليهم ما حُمّّلوا، وعليكُم ما حُمّلتُم. | يزيد بن سلمة الجعفي |

وذهب سلمة بن يزيد الجُعفي وأخوه يسألا النبي فقال:
| يزيد بن سلمة الجعفي | إنْ أُمَّنَا ماتَتْ في الجاهليةِ و إنَّها وأدَتْ أختًا لنَا لمْ تبلغْ الحنْثَ في الجاهليةِ فهلْ ذلِكَ نافعُ أختِنَا فقالَ رسولُ اللهِ صلَّى اللهُ عليهِ وسلَّمَ أمَا إنَّ الوائدةَ و الموءودةَ فإنَّهُمَا في النَّارِ إلا أنْ يدركَ الإسلامَ | يزيد بن سلمة الجعفي |